# NGC 679
NGC 679 je čočková galaxie v souhvězdí Andromedy. Její zdánlivá jasnost je 12,3m a úhlová velikost 1,9′ × 1,9′. Je vzdálená 232 milionů světelných let. Galaxie je členem kupy Abell 262. Galaxii objevil 13. září 1784 William Herschel.